# Evelyn Schlag

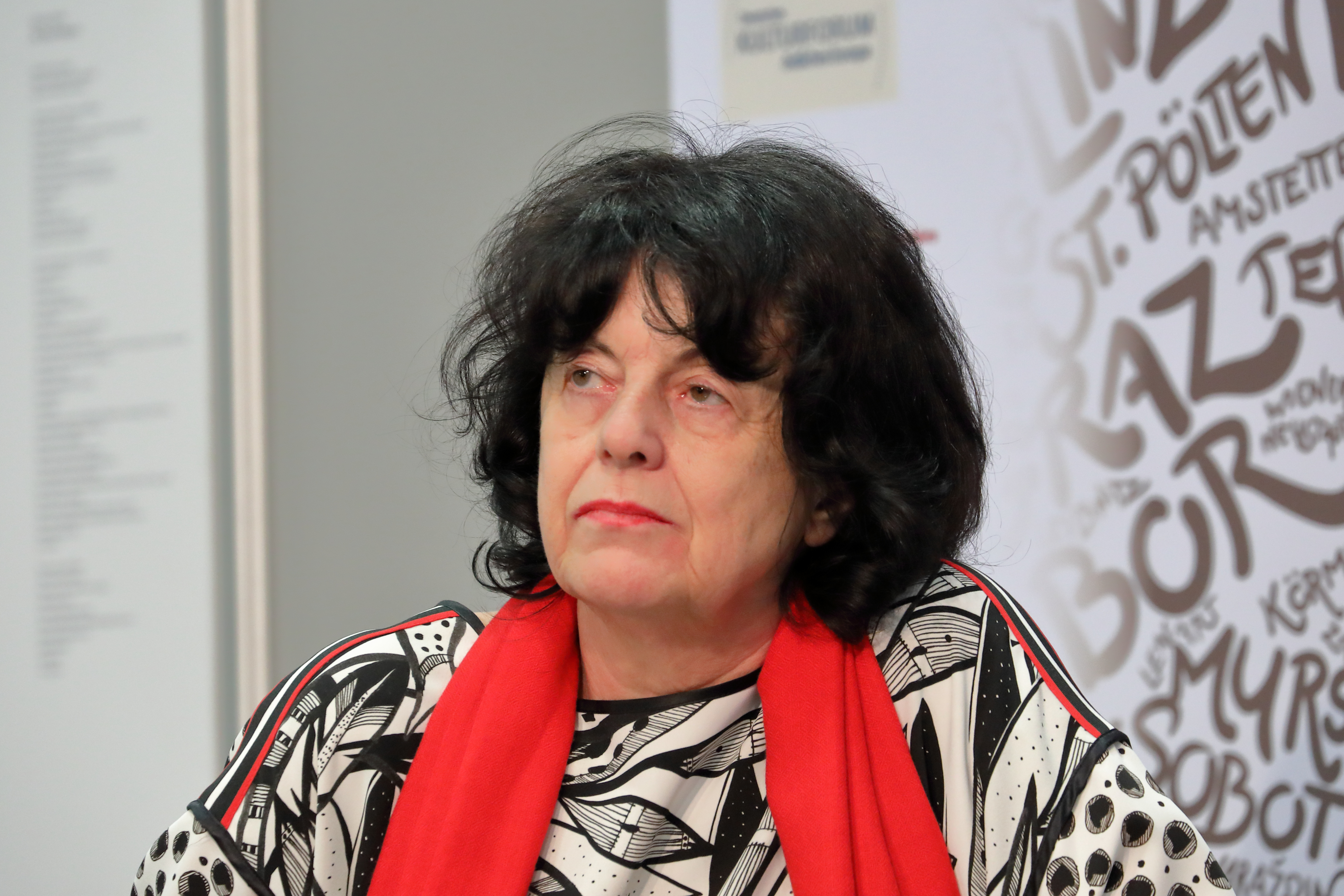
Evelyn Schlag (2022)

Evelyn Schlag (* 22. Dezember 1952 in Waidhofen an der Ybbs) ist eine österreichische Schriftstellerin. Sie arbeitet neben ihren schriftstellerischen Tätigkeiten auch als Literaturkritikerin und Übersetzerin. Ihr literarisches Repertoire schließt neben Erzählungen ebenfalls Gedichte und Essays ein. Evelyn Schlag veröffentlichte unter anderem auch in der Literaturzeitschrift manuskripte.

## Leben
Evelyn Schlag ist die Tochter eines Arztes. Sie wuchs in Waidhofen an der Ybbs, einer Kleinstadt im niederösterreichischen Alpenvorland, auf. Nach der Matura nahm sie 1971 an der Universität Wien ein Studium der Germanistik und Anglistik auf, das sie mit dem Magistergrad abschloss. Von 1978 bis 1981 wirkte sie als Mittelschullehrerin in Wien. Seit 1981 unterrichtet sie Deutsch und Englisch an der Bundeshandelsakademie in Waidhofen, wo sie mit ihrem Mann lebt.
Evelyn Schlag ist neben ihrem Lehrerberuf seit Beginn der 1980er Jahre schriftstellerisch tätig. Sie verfasst Erzählungen, Romane und Lyrik. Vorherrschende Themen ihrer Werke sind die Geschlechterbeziehungen, die Emanzipation der Frau, sowie die Bewältigung von Isolationssituationen und Krankheitserfahrungen.
Evelyn Schlag ist Mitglied der Grazer Autorenversammlung. Seit 2001 ist Schlag writer-in-residence des Dickinson College in Carlisle in den USA.

## Themen und Bezüge
Schlag verwendet in ihren Werken viele unterschiedliche Bezüge. Einige dieser Themen finden sich in verschiedener Aufmachung in mehreren Texten. In ihren Werken befasst sich Evelyn Schlag unter anderem mit Geschlechterbeziehungen, Frauenschicksalen und Krankheiten. Vielfach werden auch Identitätsprobleme behandelt. Unter anderem wird das „Verschwinden von Frauenidentitäten“ ein wesentlicher Punkt in ihren Werken.
Auch die Abschottung von der Gesellschaft und der Verlust der eigenen Identität sind in mehreren Werken von Evelyn Schlag thematisiert, unter anderem etwa in Nachhilfe und Beim Hüter des Schattens. In vielen Texten von Schlag wird die Sprache genutzt, um verschiedene Rollen zu codieren. Die Ordentlichkeit oder Unordentlichkeit der Sprache ist hier ein Indiz für verschiedene Identitätsmerkmale, die in den Charakteren auftreten.

## Auszeichnungen und Ehrungen
- 1979: Förderpreis des Landes Niederösterreich
- 1986/87: Österreichisches Staatsstipendium für Literatur
- 1988: Bremer Literaturförderpreis
- 1990: Österreichischer Förderpreis für Literatur
- 1993/94: Österreichisches Staatsstipendium für Literatur
- 1994: Großer Kulturpreis des Landes Niederösterreich
- 1997: Anton-Wildgans-Preis
- 1998: Otto-Stoessl-Preis
- 2015: Österreichischer Kunstpreis für Literatur[2]
- 2023: Goldenes Ehrenzeichen für Verdienste um das Bundesland Niederösterreich

## Werke
- Nachhilfe, Wien u. a. 1981
- Beim Hüter des Schattens, Frankfurt am Main 1984
- Einflüsterung nahe seinem Ohr, Wien 1984
- Brandstetters Reise, Frankfurt am Main 1985
- Die Kränkung, Frankfurt am Main 1987
- Ortswechsel des Herzens, Frankfurt am Main 1989
- Der Schnabelberg, Frankfurt am Main 1992
- Keiner fragt mich je, wozu ich diese Krankheit denn brauche, Graz u. a. 1993
- Touché, Frankfurt am Main 1994
- Unsichtbare Frauen, Salzburg u. a. 1995
- Die göttliche Ordnung der Begierden, Salzburg u. a. 1998
- Das Talent meiner Frau, Salzburg u. a. 1999
- Brauchst du den Schlaf dieser Nacht, München 2002
- Das L in Laura, München 2003
- Architektur einer Liebe, München 2006
- Sprache von einem anderen Holz, München 2008
- Die große Freiheit des Ferenc Puskás, München 2011
- verlangsamte raserei, Zsolnay Verlag, Wien 2014
- Yemen Café, Zsolnay Verlag, Wien 2016
- In den Kriegen, Hollitzer Verlag, Wien 2022, ISBN 978-3-99012-969-2.
- Please come flying, Hollitzer Verlag, Wien 2023, ISBN 978-3-99094-047-1.

### Übersetzungen
- Douglas Dunn: Elegien, Frankfurt am Main 1991